# Naturschutzgebiet Hahnenberg
Das Naturschutzgebiet Hahnenberg mit einer Größe von 21,52 ha liegt südlich von Oesdorf im Stadtgebiet von Marsberg im Hochsauerlandkreis. Es wurde 2008 mit dem Landschaftsplan Marsberg als Naturschutzgebiet (NSG) ausgewiesen.

## Beschreibung
Das NSG umfasst einen Rotbuchenwald an süd- bis ostexponierten Hängen, wobei der nördliche Teil ist nahezu eben. Im südlichen Teil grenzen Fichtenforste an, in den übrigen Bereichen Ackerland und Grünland. Im westlichen Teil fließt ein Bach von Nordnordwest nach Südsüdost. Der nördliche Teil des NSG steht auf kalkhaltigem Boden, weiter südlich erfolgt ein Schichtwechsel auf basenärmeren, frisch-feuchten Untergrund. Im südlichen NSG-Teil wurde der Wald aufgelichtet worden. Deshalb ist dort die Strauchschicht stark entwickelt.
Es wurden durch das Landesamt für Natur, Umwelt und Verbraucherschutz Nordrhein-Westfalen Pflanzenarten wie Bachbunge, Bärlauch, Echte Nelkenwurz, Echtes Springkraut, Einblütiges Perlgras, Frauenfarn, Großes Hexenkraut, Quirl-Weißwurz, Seidelbast, Tamarisken-Thujamoos, Wald-Bingelkraut, Waldgerste, Wald-Segge, Wald-Veilchen, Wald-Ziest, Waldmeister, Wasserdost, Weiße Hainsimse und Winkel-Segge nachgewiesen werden.

## Schutzzweck
Der Landschaftsplan führt zum Schutzzweck auf: „Erhaltung und Optimierung eines artenreichen Buchenwald-Lebensraumes mit kleinräumig wechselnden Standortverhältnissen und einer darauf beruhenden, teilweise üppigen Krautschicht mit einer Vielzahl seltener und gefährdeter Pflanzenarten; Schutz von landeskundlich interessanten Bergbaurelikten (Pingenzug).“
Die Datenbank vom Landesamt für Natur, Umwelt und Verbraucherschutz Nordrhein-Westfalen schreibt zum NSG: „Wertbestimmend sind die artenreichen Pflanzengesellschaften der Buchenwälder sowie die Bachaue mit ihrem begleitenden Eschenwald. Kalkbuchenwälder sind im überwiegend silikatisch geprägten Sauerland ein seltener Biotoptyp und daher schützenswert im Sinne der Schutzzielkonzeption für den Naturraum. Beeinträchtigungen sind durch Fahrspuren im Bereich der Bachaue festzustellen. Vegetationskundlich wertvoll sind die artenreichen Pflanzengesellschaften des Eschenauenwaldes sowie des Kalkbuchenwaldes (Orchideen). Das Gebiet bildet ein wichtiges Trittsteinbiotop für artenreiche, kalkliebende Buchenmischwälder in einer von Nadelforst und Agrarflächen dominierten Landschaft. Es ist über den Biotopverbund VB-A 4519-002 in das Biotopverbundsystem eingebunden.“